# Johann Baptist Häner
Johann Baptist Häner (* 8. August 1818 in Arlesheim; † 24. April 1885 ebenda) war ein Schweizer Politiker.

## Leben
Häner war Geschäftsmann und Bezirksschreiber im Bezirk Arlesheim. Er galt als Anhänger und Mitstreiter von Christoph Rolle und trug bei zum Sieg der demokratischen Bewegung und wurde mit Rolle und drei weiteren Revi im Mai 1863 in die Regierung gewählt. Diese wird 1866 gesamthaft abgewählt.
Häner war ab 1866 als Oberrichter tätig; in den Jahren 1866/1867 und 1867/1868 war er zudem Präsident.